# آناتولی لفچنکو
آناتولی لفچنکو (به انگلیسی: Anatoli Levchenko) فضانورد اهل اتحاد شوروی است که در ۵ مه ۱۹۴۱ در کراسنوکاتسک زاده شد. وی در مأموریت سایوز تی‌ام-۴، سایوز تی‌ام-۳ حضور داشته است.